# Edwin Hermann Henel

Werbeplakat für die Loden-Fabrik Frey in München, 1913

Edwin Hermann Henel (* 21. November 1883 in  Breslau; † 7. März 1953 in Garmisch-Partenkirchen) war ein in München und Garmisch-Partenkirchen tätiger Graphiker und Gebrauchsgraphiker.

## Leben und Karriere
Edwin Henel wurde 1883 in Breslau geboren und starb 1953 in Garmisch-Partenkirchen. Er studierte sowohl an der Akademie in Breslau als auch an der Kunstakademie München. Ursprünglich war er von der Thematik des Flugverkehrs angetan, der sehr oft in seinem frühen graphischen Werk vorkommt. 1912 fertigt er das Plakat für die Jahrhundertfeier des Gäubodenvolksfests an. Henel arbeitete als Gebrauchsgraphiker in München für bekannte Münchner Firmen wie Lodenfrey oder das Sporthaus Schuster. Er spezialisierte sich dann auf Graphik für die Wintersportwerbung. Es folgten Umzüge nach Oberstdorf und ab 1934 nach Garmisch-Partenkirchen. In Garmisch-Partenkirchen, wo bereits der Gebrauchsgraphiker Fritz Uhlich sehr aktiv war,  gestaltete Edwin Henel etliche Poster  für die Touristenwerbung des Werdenfelser Landes; darunter das offizielle Plakat für die Olympischen Winterspiele 1940 in Garmisch-Partenkirchen. Sein graphischer Werbestil prägte lange den touristischen Blick auf die Alpenregion. Henels Plakate mit ihren wenigen prägenden Farben werden heute vom Garmischer Tourismusverein wieder neu gedruckt und vertrieben.